# Генинов, Чойжи-Нима Генинович
Чо́йжи-Нима́ Гени́нович Гени́нов (18 ноября 1907, село Куорка, Забайкальская область — 1965, Улан-Удэ) — бурятский советский театральный актёр, музыкант-певец и драматург, народный артист РСФСР (1959), заслуженный артист Бурят-Монгольской АССР (1940).

## Биография
Родился 18 ноября 1907 года в селе Куорка Верхнеудинского уезда (ныне Кижингинского района Бурятии). Был в дацане монастырским послушником. В 1925 году сбежал из дацана и поступил в Хоринскую школу крестьянской молодежи. В 1929—1932 годах учился в техникуме искусств в Верхнеудинске (с 1934 года Улан-Удэ). 
Один из 15 выпускников техникума искусств вошёл в состав труппы первого Бурят-Монгольского драмтеатра в Верхнеудинске (сейчас Бурятский театр драмы имени Х. Н. Намсараева), открытие которого состоялось летом 1932 года спектаклем «Прорыв» Н. Балдано. Играл почти во всех постановках театра. В январе 1936 года в составе бурят-монгольской делегации был в Москве на приёме советского правительства в Кремле. В годы Великой Отечественной войны ездил в составе концертной бригады по военным госпиталям республики, где пел бурятские песни, аккомпанируя себе на хуре. Член КПСС с 1942 года. Участник первой (1940) и второй (1959) декад бурятского искусства и литературы в Москве, в результате которых удостоился званий заслуженного, а затем народного артиста РСФСР. За более чем 30 лет работы в театре сыграл более 80 ролей.
Исполнитель народных песен. Занимался драматургией, написал несколько пьес, которые были поставлены в театре. Также написал методическую работу по технике сценической речи («О красоте речи», 1963), составил самоучитель игры на хуре.
Умер в 1965 году в Улан-Удэ.

## Награды и премии
- Заслуженный артист Бурят-Монгольской АССР (1940)[2].
- Орден Трудового Красного Знамени (1936).
- Заслуженный артист РСФСР (1940[3]).
- Народный артист РСФСР (1959).

## Работы в театре
- «Прорыв» Н. Балдано — Гарма Санжиев
- «Баир» П. Берлинского (1938 год) — Хутарман
- «Коварство и любовь» Ф. Шиллера — Вурм
- «Эржен» (музыкальная пьеса, 1940 год)
- «Тайфун» Цао Юя — Лу Гуй
- «Первый год» Ц. Шагжина — Пэлхэндэй
- «Хитрый Будамшу» Ц. Шагжина — Порни
- «Калиновая роща» А. Корнейчука — Кандыба
- «Сон в летнюю ночь» У. Шекспир — Пак
- «Гроза» А. Островского — Кулигин
- «Пламя» Н. Балдано — Нима Гармаев

## Драматургия
- «Соелма и Баташулуун» (пьеса)
- несколько одноактных пьес

## Фильмография
- 1936 — Наместник Будды — эпизод (фильм не сохранился)
- 1956 — Песня табунщика — Мархансай

## Дискография
- Пластинка московской фабрики Грампласттреста, записана в феврале 1936 года.